# Vallo di Nera
Vallo di Nera is een gemeente in de Italiaanse provincie Perugia (regio Umbrië) en telt 446 inwoners (31-12-2004). De oppervlakte bedraagt 36,0 km², de bevolkingsdichtheid is 12 inwoners per km².

## Demografie
Vallo di Nera telt ongeveer 192 huishoudens. Het aantal inwoners daalde in de periode 1991-2001 met 4,9% volgens cijfers uit de tienjaarlijkse volkstellingen van ISTAT.
| Jaar | Inwoneraantal |
| ---- | ------------- |
| 1991 | 450           |
| 2001 | 428           |

## Geografie
De gemeente ligt op ongeveer 467 m boven zeeniveau.
Vallo di Nera grenst aan de volgende gemeenten: Campello sul Clitunno, Cerreto di Spoleto, Poggiodomo, Sant'Anatolia di Narco, Spoleto.

## Externe link

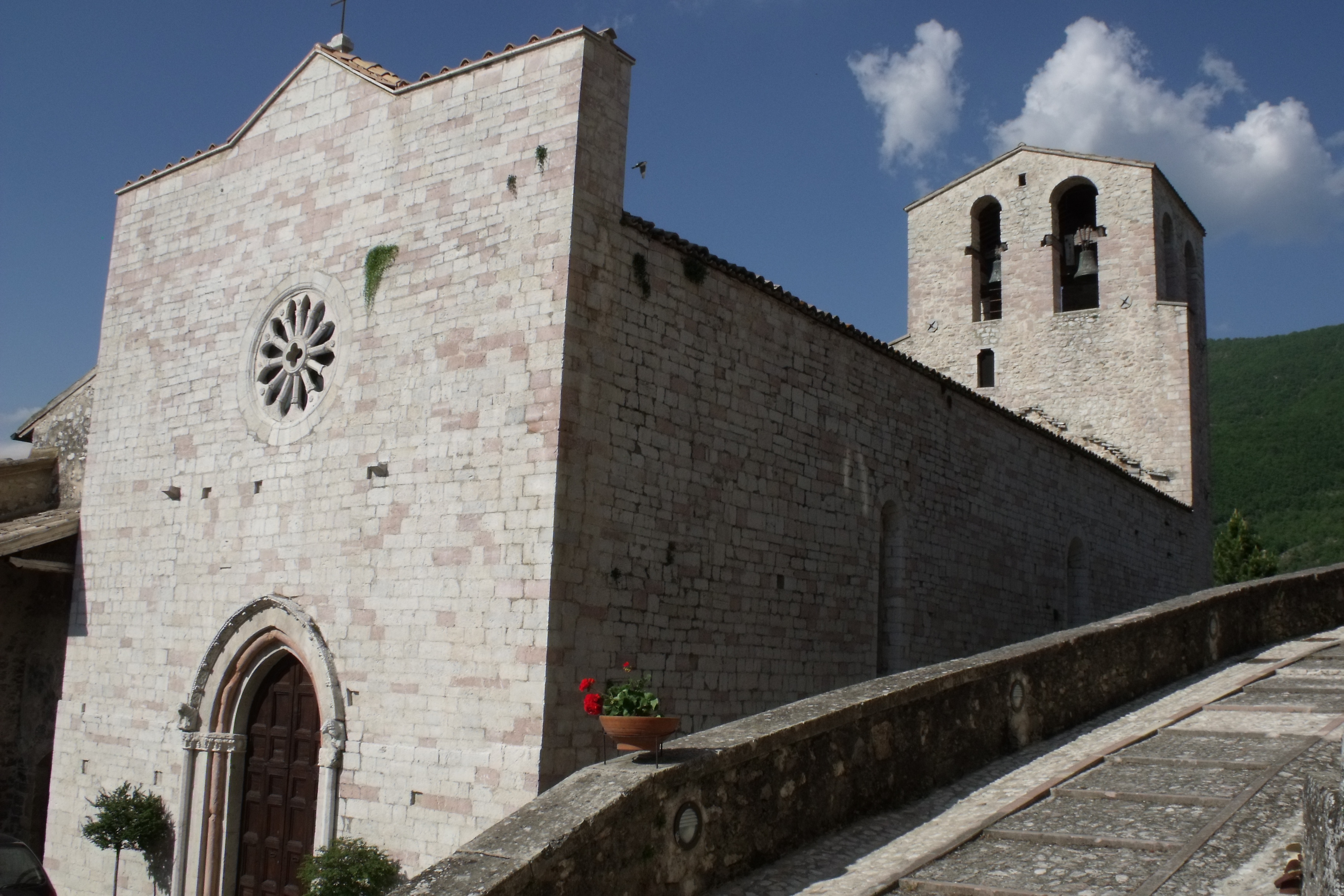
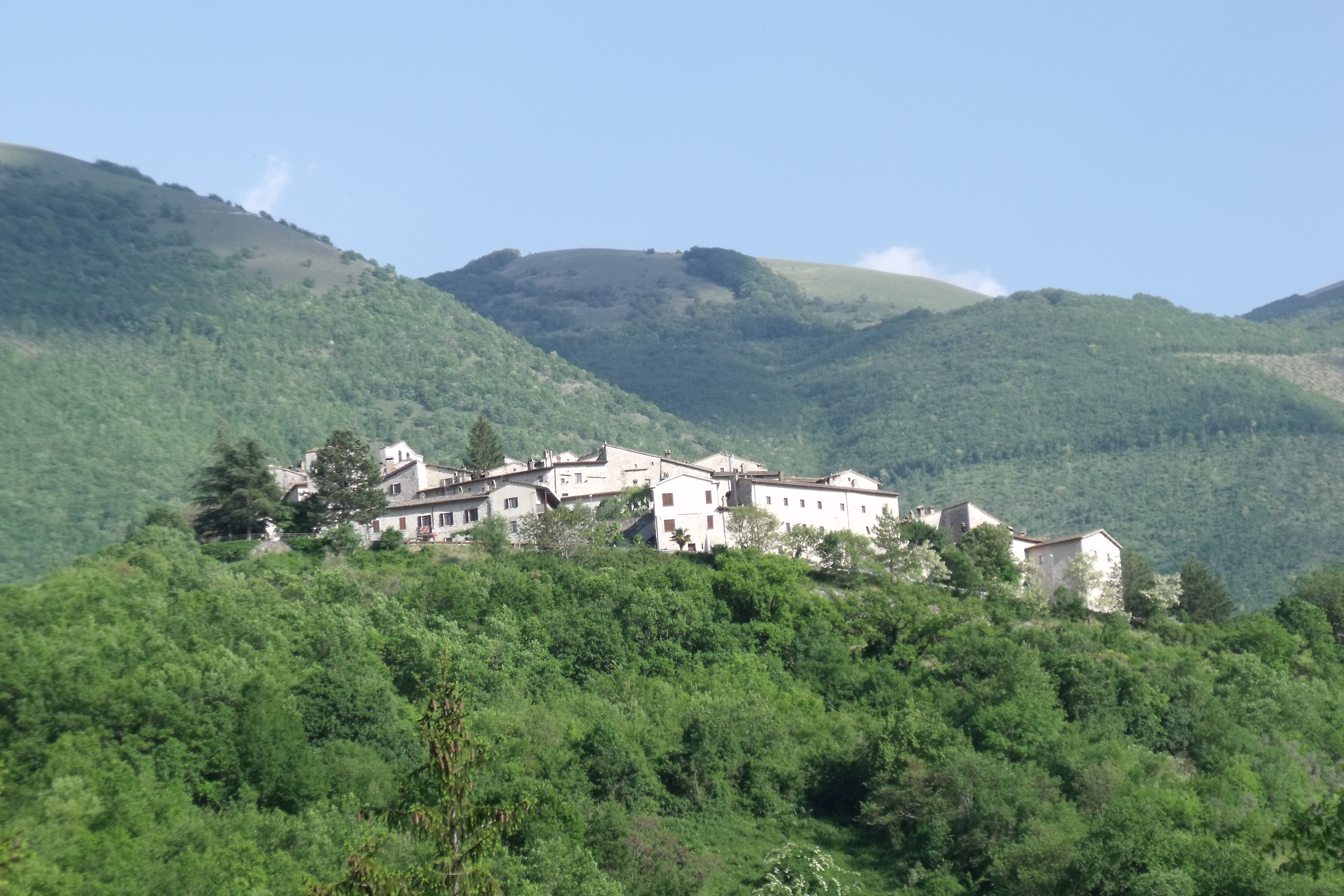